# Orkanen Emily (2005)
Orkanen Emily är det officiella namnet på en tropisk cyklon som i mitten av juli 2005 drog fram över Karibiska havet och Mexikanska golfen och slutligen nådde Mexikos östkust nära gränsen till Texas. "Emily" var den första av hela fyra kategori 5-orkaner i Atlanten/Karibiska havet år 2005 på Saffir-Simpson-orkanskalan (nytt säsongsrekord för Atlanten/Karibiska havet). Ovädret var även den kraftigaste tropiska cyklon (både i fråga om lufttryck och vindhastighet) som någonsin observerats i Atlanten/Karibiska havet under juli månad. "Emily" raderade därmed ett rekord som sattes av Orkanen Dennis bara drygt en vecka tidigare.
När ovädret var som intensivast (16 juli), hade lufttrycket i orkanens öga sjunkit till 929 millibar med vindhastigheter (medelvind) på 69 m/s (249 km/h), precis under gränsen för kategori 5-styrka enligt Saffir-Simpson-skalan. Vid senare undersökningar av mätresultaten har emellertid högsta beräknade medelvindhastigeten justerats upp till 72 m/s (260 km/h) med betydligt kraftigare vindbyar. Gränsen för kategori 5 går vid 250 km/h.
"Emily" gjorde landfall (det vill säga att cyklonens öga nådde land) två gånger, dels vid Yucatanhalvön och dels i nordöstra Mexiko, dock under ovädrets mindre intensiva faser vilket minskade skadeverkningarna. Orkanen dödade ändå (direkt och indirekt) 15 människor och orsakade skador för ca 550 miljoner dollar.